# Nor-Hachn
Nor-Hachn ou Nor Hachn (en arménien Նոր Հաճն) est une ville arménienne située dans le marz de Kotayk. Fondée en 1953 par des Arméniens originaires de Saimbeyli (province d'Adana, Turquie), elle compte 10 252 habitants en 2008.
L'économie repose sur l'industrie manufacturière.